# Uroš Jurišić
Uroš Jurišić (ur. 11 grudnia 1992) – słoweński zawodnik mieszanych sztuk walki (MMA) wagi półśredniej i  pięściarz walczący na gołe pięści.. Aktualnie zawodnik chorwackiej organizacji FNC. Były mistrz Titan FC w wadze półśredniej. Walczył dla takich organizacji jak: Bellator MMA oraz KSW.

## Kariera MMA

### Wczesna kariera
Uros Jurisić rozpoczął swoją zawodową karierę w 2012 roku, tocząc pierwsze pojedynki głównie na Bałkanach. W 2015 roku, w Stanach Zjednoczonych wystąpił w programie reality show The Ultimate Fighter prowadzonym przez UFC, jednak odpadł ze zmagań po porażce przez jednogłośną decyzję z Luizem Firminem.

### Titan FC i Bellator MMA
W latach 2017-2018 występował w amerykańskiej organizacji Titan FC. Tam zwyciężył trzy starcia, z czego dwa już w pierwszych rundach. 29 czerwca 2018 podczas Titan FC 50 zdobył pas mistrzowski wagi półśredniej, poddając duszeniem gilotynowym w pierwszej rundzie Jose Caceresa.
1 października 2020 w Mediolanie stoczył walkę w czołowej organizacji Bellator MMA. Podczas gali Bellator 247 już w trzeciej minucie konfrontacji poddał Waltera Gahadzę.

### KSW i FNC
Na początku stycznia 2021 ogłoszono, że podpisał kontrakt z czołową europejską organizacją KSW. Jego rywalem w debiucie był niepokonany Rosjanin, Szamil Musajew. Jurišić przegrał jednogłośną decyzją sędziów, tym samym notując pierwszą zawodową porażkę. Po ogłoszeniu werdyktu wybuchła w oktagonie awantura pomiędzy zawodnikami i ich trenerami. Mimo ogromnej afery obaj zawodnicy zostali nagrodzeni bonusem finansowym za walkę wieczoru, jednak za nieodpowiednie zachowanie poleciały inne kary finansowe. Musajew został pozbawiony 50 procent swojej gaży, a Jurisić – 30 procent.
23 listopada 2024, po prawie czterech latach stoczył kolejną walkę w formule MMA, tym razem na gali FNC 20 w Zagrzebiu. Na tym wydarzeniu uległ jednogłośnie na kartach punktowych Serbowi, Stefanowi Negucićowi.

## Osiągnięcia

### Mieszane sztuki walki
- Titan Fighting Championships
  - 2018: Mistrz Titan FC w wadze półśredniej
- Konfrontacja Sztuk Walki
  - Bonus za walkę wieczoru vs Szamil Musajew

## Lista walk w MMA

### Zawodowe
| Wynik     | Bilans | Przeciwnik (bilans przed walką) | Rozstrzygnięcie                             | Runda | Czas | Rozgrywki                                         | Data       | Miejsce          | Uwagi                                                             |
| --------- | ------ | ------------------------------- | ------------------------------------------- | ----- | ---- | ------------------------------------------------- | ---------- | ---------------- | ----------------------------------------------------------------- |
| Przegrana | 11-2   | Stefan Negucić (11-2)           | Decyzja (jednogłośna)                       | 3     | 5:00 | FNC 20: Fabjan vs. Ilić                           | 23.11.2024 | Zagrzeb          | Debiut w FNC.                                                     |
| Przegrana | 11-1   | Szamil Musajew (12-0)           | Decyzja (jednogłośna)                       | 3     | 5:00 | KSW 58: Parnasse vs. Torres                       | 30.01.2021 | Łódź             | Debiut w KSW. Bonus za walkę wieczoru                             |
| Wygrana   | 11-0   | Walter Gahadza (18-5)           | Poddanie (duszenie za pleców)               | 1     | 3:07 | Bellator 247: Kielholtz vs. Jackson               | 01.10.2020 | Mediolan         | Debiut w Bellator MMA.                                            |
| Wygrana   | 10-0   | Shota Gvasalia (10-5)           | TKO (ciosy pięściami)                       | 1     | N/A  | W5: Legends Collide                               | 17.11.2018 | Koper            | Main Event.                                                       |
| Wygrana   | 9-0    | Jose Caceres (14-7)             | Poddanie (duszenie gilotynowe)              | 1     | 1:34 | Titan FC 50                                       | 29.06.2018 | Fort Lauderdale  | Zdobył pas mistrzowski Titan FC wadze półśredniej. co-Main Event. |
| Wygrana   | 8-0    | Michael Cora (4-3)              | Decyzja (jednogłośna)                       | 3     | 5:00 | Titan FC 48                                       | 16.02.2018 | Fort Lauderdale  |                                                                   |
| Wygrana   | 7-0    | Demarcus Kemp (1-0)             | TKO (ciosy pięściami)                       | 1     | 2:10 | Titan FC 45                                       | 18.08.2017 | Pembroke Pines   | Debiut w Titan FC.                                                |
| Wygrana   | 6-0    | Vaso Bakočević (25-15-1)        | TKO (ciosy pięściami)                       | 1     | 2:11 | Cage Fight Championships 3: Jurisic vs. Bakocevic | 26.02.2017 | Lublana          | Limit umowny -80 kg. Main Event                                   |
| Wygrana   | 5-0    | Botond Horvath (0-0)            | Poddanie (duszenie zza pleców)              | 1     | 1:48 | Cage Fight Championships 1: CFC Title Fight Night | 27.09.2014 | Domžale          |                                                                   |
| Wygrana   | 4-0    | Gheorghe Gritko (5-0)           | Poddanie (duszenie gilotynowe)              | 3     | 1:34 | Kombat League: Cage Fight 13                      | 16.08.2014 | Torri del Benaco |                                                                   |
| Wygrana   | 3-0    | Slobodan Culum (0-0)            | TKO (poddanie po ciosach)                   | 1     | N/A  | Total Fight 2                                     | 08.08.2014 | Kozarac          | Main Event.                                                       |
| Wygrana   | 2-0    | Muamer Jugovic (0-6)            | TKO (ciosy pięściami)                       | 1     | 1:38 | APFU: Gala Fight Night 1                          | 22.06.2014 | Domžale          | Co-Main Event.                                                    |
| Wygrana   | 1-0    | Alan Husicic (0-0)              | Poddanie (dźwignia prosta na staw łokciowy) | 1     | N/A  | Adrenalin Freefight Challenge 3: Outbreak         | 25.03.2012 | Trbovlje         | Debiut w zawodowym MMA. Co-Main Event.                            |

### Wystawowe
| Wynik     | Bilans | Przeciwnik (bilans przed walką) | Rozstrzygnięcie       | Runda | Czas | Rozgrywki                                                          | Data       | Miejsce    | Uwagi |
| --------- | ------ | ------------------------------- | --------------------- | ----- | ---- | ------------------------------------------------------------------ | ---------- | ---------- | ----- |
| Przegrana | 0-1    | Luiz Firmino                    | Decyzja (jednogłośna) | 2     | 5:00 | The Ultimate Fighter Season 21: American Top Team vs. Blackzilians | 30.01.2015 | Boca Raton |       |

## Lista walk w boksie na gołe pięści
| Wynik   | Bilans | Przeciwnik (bilans przed walką) | Rozstrzygnięcie       | Runda | Czas | Rozgrywki                      | Data       | Miejsce | Uwagi                          |
| ------- | ------ | ------------------------------- | --------------------- | ----- | ---- | ------------------------------ | ---------- | ------- | ------------------------------ |
| Wygrana | 2-0    | Joelson Nascimento (0-0)        | Decyzja (jednogłośna) | 5     | 3:00 | FNC 15                         | 30.03.2024 | Lublana |                                |
| Wygrana | 1-0    | Jhonny Carlos (0-0)             | TKO                   | 1     | 1:37 | Serbian Battle Championship 48 | 15.12.2023 | Odžaci  | Debiut w boksie na gołe pięści |